# Træk vejret
|  | Denne artikel er oprettet af botten PalnaBot ud fra en ekstern database. Den kan derfor have sproglige fejl eller mangler. Denne skabelon kan fjernes efter kontrol af indholdet. |

Træk vejret er en propagandafilm instrueret af Theodor Christensen efter eget manuskript.

## Handling
Realoptagelser og tegnefilm forklarer lungernes funktion og fortæller om de følger tobaksrygning, infektioner og indånding af forurenet luft kan have, samt om hvordan man kan beskytte lungerne mod disse farer.